# جون آر. فرينش
جون آر. فرينش (بالإنجليزية: John R. French)‏ هو مُحرِّر وناشر وصحفي وسياسي أمريكي، ولد في 28 مايو 1819 في الولايات المتحدة، وتوفي بنفس المكان في 2 أكتوبر 1890. حزبياً، نشط في الحزب الجمهوري. انتخب عضو مجلس نواب أوهايو وانتخب عضو مجلس النواب الأمريكي.